# 이와에촌
이와에촌(巌江村)은 후쿠시마현 다무라군에 설치되었던 촌이다. 1955년 11월 15일 이와에촌을 셋으로 나누어 각각 미하루정, 니시다촌, 고리야마시에 편입합병되고 폐지되었다.

## 지리
고리야마시의 중부, 미하루정의 남서부가 이와에촌이 있던 곳이다.

## 역사
- 1889년 4월 1일 - 정촌제 시행에 의해 10촌이 합병해 다무라군 이와에촌이 성립하였다.
- 1889년 7월 23일 - 이와에촌의 일부가 분립해 고이즈미촌이 성립하였다.
- 1955년 11월 15일 - 시정촌 합병에 의하여 이와에촌이 셋으로 나뉘어 미하루정, 니시다촌, 고리야마시에 편입합병되고 폐지되었다.
  - 이와에촌의 일부(야마다, 네기야)는 미하루정에 편입되었다.
  - 이와에촌의 일부(세리자와, 아쿠쓰)는 니시다촌에 편입되었다.
  - 이와에촌의 일부(시라이와, 시모시라이와, 가미모우라, 시모모우라, 야스하라, 요코카와)는 고리야마시에 편입되었다.

## 인구
- 1889년 2,676
- 1920년 2,777
- 1935년 2,849
- 1947년 3,623

## 교통

### 철도
- 일본국유철도 반에쓰토선

## 참고 문헌
- 角川日本地名大辞典編纂委員会『角川日本地名大辞典 7 福島県』、角川書店、1981年 ISBN 4-04-001070-1
- 日本加除出版株式会社編集部『全国市町村名変遷総覧』、日本加除出版、2006年、ISBN 4-8178-1318-0